# 32 Korpus Armijny (Imperium Rosyjskie)
32 Korpus Armijny (ros. 32-й армейский корпус) – jeden ze związków operacyjno–taktycznych  Imperium Rosyjskiego w czasie I wojny światowej. Sformowany w czasie I wojny światowej. Rozformowany w 1918. 

## Podporządkowanie
- 9 Armii (20.06 – 17.11.1915)
- 8 Armii (5.12.1915 –  21.05.1916)
- 11 Armii (1.06.1916 –  grudzień 1916)

## Dowódcy Korpusu
- gen. piechoty  I. I. Fiedotow (kwiecień 1915 – czerwiec 1917)
- gen. lejtnant I. K. Sarafow  (od lipca 1917)